# Felső-háromszéki-medence
Koordináták: é. sz. 45° 56′, k. h. 26° 06′45.933333°N 26.100000°E

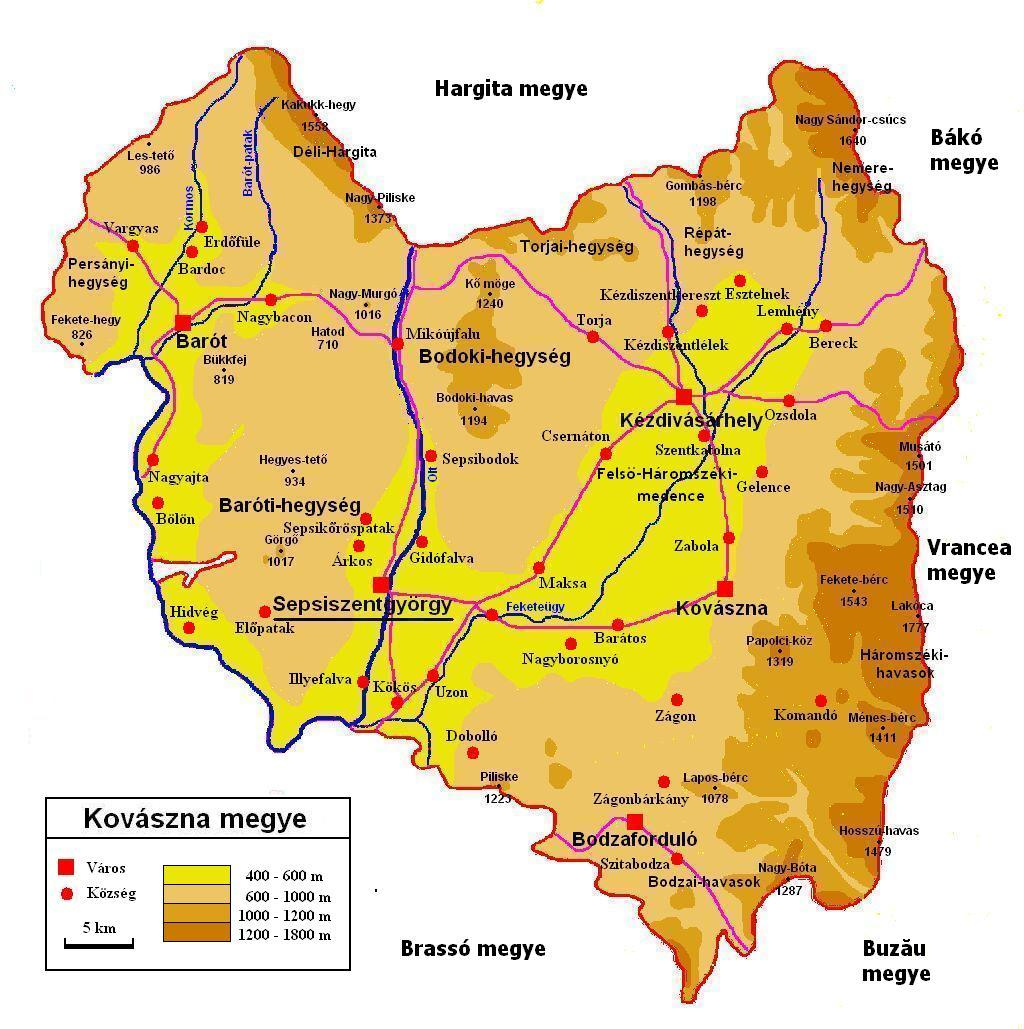
A Felső-háromszéki-medence Kovászna megye térképén (jobbra)

A Felső-háromszéki-medence vagy röviden Felső-Háromszék (románul: Depresiunea Targu Secuiesc) a Brassói-medence északi nyúlványa Kovászna megye területén (régen Háromszék vármegyében), a Bodoki-hegység, a Háromszéki-havasok, a Nemere-hegység, a Répát-hegység és a Bodzai-havasok között. Közepén halad át a Feketeügy folyó.

## Népesség
A Felső-háromszéki-medencét magyarok lakják, minden itteni település magyar többségű. A legnagyobb Kézdivásárhely (több mint 20 ezer lakos). Románok csak a Háromszéki-havasok lábánál lévő településeken, Kovászna környékén vannak kisebb számban.
Települések (északról délre): 
Esztelnek, Kurtapatak, Csomortán, Kézdialmás, Bélafalva, Kézdiszentkereszt, Kézdiszárazpatak, Kiskászon, Kézdikővár, Torja, Kézdiszentlélek, Lemhény, Bereck, Kézdimartonos, Nyújtód, Kézdisárfalva, Kézdivásárhely, Futásfalva, Ikafalva, Ozsdola, Hilib, Szentkatolna, Csernáton, Kézdialbis, Dálnok, Gelence, Imecsfalva, Haraly, Hatolyka, Kézdimartonfalva, Kézdimárkosfalva, Székelypetőfalva, Zabola, Páva, Székelytamásfalva, Szörcse, Orbaitelek, Maksa, Lécfalva, Kovászna, Csomakőrös, Papolc, Zágon, Páké, Barátos, Cófalva, Bita, Réty, Eresztevény, Egerpatak, Nagyborosnyó, Kisborosnyó, Feldoboly.